# Celaena protensa
Celaena protensa là một loài bướm đêm trong họ Noctuidae.